# Pet Shop Boys
Pet Shop Boys je britská hudební skupina. Tvoří ji Neil Francis Tennant (* 10. července 1954) a Christopher Sean Lowe (* 4. října 1959). Neil se věnuje především textům a zpěvu, Chris skládání hudby.
Pet Shop Boys po celém světě prodali více než 50 milionů desek a v edici Guinnessovy knihy rekordů z roku 1999 byli uvedeni jako nejúspěšnější duo v historii britské hudby. Jsou trojnásobní držitelé Brit Award a šestkrát byli nominováni na cenu Grammy. Od roku 1984 se 42 jejich singlů umístilo v Top 30, z toho 22 v Top 10 v UK Singles Chart, včetně čtyř, které dosáhly první příčky: „West End Girls“ (také první v americkém Billboard Hot 100), „It's a Sin“, synthpopová verze „Always on My Mind“ a „Heart“. Mezi další úspěšné písně patří coververze písně „Go West“ a jejich vlastní „Opportunities (Let's Make Lots of Money)“ a „What Have I Done to Deserve This?“ v duetu s Dusty Springfield. S pěti americkými desítkami singlů v 80. letech jsou spojováni s druhou britskou invazí.
Na Brit Awards v roce 2009 v Londýně získali Pet Shop Boys ocenění za mimořádný přínos hudbě. V roce 2016 časopis Billboard označil Pet Shop Boys za taneční duo/skupinu číslo jedna za posledních 40 let od založení hitparády v roce 1976. V roce 2017 získali cenu Godlike Genius Award.

## Historie
Neil a Chris se potkali 19. srpna 1981 v obchodě s elektronikou v King's Road. Zjistili, že mají společný zájem o taneční hudbu a začali psát spolu. V dubnu 1984 vychází v původní verzi písnička West End Girls (vyprodukovaná Bobby Orlandem), která se stává malým hitem v Belgii, Francii a v klubech v Los Angeles a v San Franciscu. V červenci 1985 je vydána první verze písničky Opportunities, která v hitparádách neuspěla.
Průlom přichází poté, co Pet Shop Boys (PSB) znovu nahráli (s producentem Stephenem Haguem) písničku West End Girls. Nová verze vychází v říjnu 1985 a v lednu se dostává na první příčku britské singlové hitparády. Je na prvním místě také v USA a v sedmi dalších zemích. V březnu 1986 je vydáno první album s názvem Please. Od té doby PSB vydali dvanáct dalších řadových alb a padesát pět singlů, z nichž se třicet pět dostalo v britské hitparádě do první dvacítky a čtyři (West End Girls, It's a Sin, Always on My Mind a Heart) byly na příčce první.
Pet Shop Boys se také věnovali několika vedlejším projektům a spolupráci s dalšími osobnostmi světové hudby. V roce 2001 uvedli v Londýně muzikál Closer To Heaven, ke kterému napsali písničky a na kterém se autorsky podílel Jonathan Harvey. V roce 2005 vyšla – s oficiálně uvedenými autory Neil Tennant, Chris Lowe, ne pod hlavičkou Pet Shop Boys – jejich kompozice Battleship Potemkin (Křižník Potěmkin), na které spolupracovali s drážďanskými symfoniky. Tato nahrávka byla od roku 2004 opakovaně použita při venkovních projekcích stejnojmenného ruského němého filmu režiséra Sergeje Ejzenštejna z roku 1925. V roce 2011 napsali hudbu k baletnímu představení The Most Incredible Thing (Nejpodivnější věc), předlohou byla kniha Hanse Christiana Andersena. Choreografie se ujal Javier de Frutos.
PSB napsali písničky pro Dusty Springfield, Lizu Minnelli, Tinu Turner, Kylie Minogue a další. Na několik let se také zapojili do projektu Electronic, do kterého je zapojen Bernard Summer z New Order a Johnny Marr ze zaniklé skupiny The Smiths. Jsou podepsáni pod remixy pro Davida Bowieho, Madonnu, Lady Gaga, Blur, Bloodhound Gang, Rammstein, Yoko Ono nebo Atomizer.
V květnu 2006 se vrátili na scénu albem Fundamental, ze kterého vyšly singly I'm With Stupid (květen), Minimal (červenec) a Numb (říjen). Od června do září probíhalo turné po evropských festivalech, během kterého PSB 11. srpna zahráli i v České republice (Love Planet, Praha). Během podzimu probíhá turné po Severní Americe.
V říjnu vychází na dvojCD záznam koncertu s orchestrem BBC (název Concrete) a na DVD dokument A Life In Pop. Je také vydána kniha Catalogue (obrazová prezentace designu PSB 1984–2004) a album Robbieho Willamse nazvané Rudebox, na kterém se PSB podíleli na dvou skladbách.
21. května 2007 vyšlo DVD Cubism. Toto DVD obsahuje záznam koncertu, který se konal v listopadu 2006 v Mexiku, kde Pet Shop Boys vystupovali v rámci svého „Fundamental“ turné.
8. října 2007 vyšla v pořadí již čtvrtá „remix“ deska Disco 4.Tentokrát se ovšem nejedná (kromě dvou písní) o jejich tvorbu, ale o remixy dalších interpretů.
23. března 2009 vychází nové řadové album s názvem Yes. Deska obsahuje jedenáct skladeb a PSB na ní spolupracovali s produkčním týmem Xenomania (jenž spolupracoval také s Kylie Minogue, Sugababes, Cher, Sophií Ellis-Bextor aj.). Album je k dispozici také v 2CD edici s bonusovou skladbou. První singl s názvem Love Etc. vyšel o týden dříve.
3. prosince 2009 Pet Shop Boys odehráli v rámci turné Pandemonium koncert v Praze.